# Detrico
Detrico, jedna od najuglednijih i najbogatijih zadarskih plemićkih obitelji. Romanskog su podrijetla, a prvi poznati član obitelji bio je Detricus de Gregorio iz 13. stoljeća koji je posjedovao zemlje u okolici Biograda. Obnašali su vodeće službe u gradskoj upravi, a bili su aktivni i u vojnoj službi. Posljednji muški odvjetak Lujo (1672. – 1746.) bio je mletački kapetan u Morejskom ratu.

## Vanjske poveznice
- Detrico Hrvatska enciklopedija